# Zutulba
Zutulba este un gen de molii din familia Zygaenidae.

## Specii
- Zutulba namaqua (Boisduval, 1847)
- Zutulba ocellaris (Felder, 1874)